# Детройт фрі прес
Detroit Free Press — перша за популярністю газета в Детройті (США). Як і основна частина американських газет, створена як регіональне видання.

## Історія
Спочатку публікувалася під назвою Democratic Free Press and Michigan Intelligencer(з травня 1831). Перші випуски надруковані на друкарському верстаті, купленому у мічиганської газети Oakland Chronicle; обладнанням керували ручним способом два поліграфісти, виробляли до 250 екземплярів на годину.
У грудні 2008 року видавець (Detroit Media Partnership) оголосив про скорочення передплати до двох випусків на тиждень (четвер та п'ятниця); в інші дні продаж тільки в роздріб, об'ємом у 32 смуги. Цей цикл введено в дію 30 березня 2009 року.